# Plan de Ayala, Acatlán de Pérez Figueroa
Plan de Ayala är en ort i Mexiko.   Den ligger i kommunen Acatlán de Pérez Figueroa och delstaten Oaxaca, i den sydöstra delen av landet, 280 km öster om huvudstaden Mexico City. Plan de Ayala ligger 83 meter över havet och antalet invånare är 145.
Terrängen runt Plan de Ayala är platt österut, men västerut är den kuperad. Runt Plan de Ayala är det ganska tätbefolkat, med 179 invånare per kvadratkilometer. Närmaste större samhälle är Acatlán de Pérez Figueroa, 19,4 km norr om Plan de Ayala. Omgivningarna runt Plan de Ayala är en mosaik av jordbruksmark och naturlig växtlighet.